# Hocö
Hocö (egyszerűsített kínai írással: 菏泽, pinjin: Hé Zé)  prefektúra szintű város Kínában, Santung tartományban. Lakosainak száma 8 795 939 fő (2020).

## Népesség
| 2010 | 8 287 693 |
| 2020 | 8 795 939 |